# Скала-Подільський замок
Скала́-Поді́льський за́мок — оборонна споруда в смт Скала-Подільська Борщівського району Тернопільської області. Пам'ятка архітектури національного значення.
Замок розташований на високому скелястому урвищі, на правому березі річки Збруч. Має витягнуту форму, що зумовлено рельєфом місцевості. З трьох боків природний захист забезпечує річка Збруч та її стрімкі скелясті береги. З єдиного доступного південного боку — глибокий рів, кам'яний мур із виступаючою напівкруглою пороховою вежею. Поряд із нею — в'їзна брама, дістатися до якої можна було лише через підйомний міст.
Упоперек замкової території розташований двоповерховий палац прямокутної форми, що поділяв внутрішнє подвір'я на господарське і парадне.

## Історія

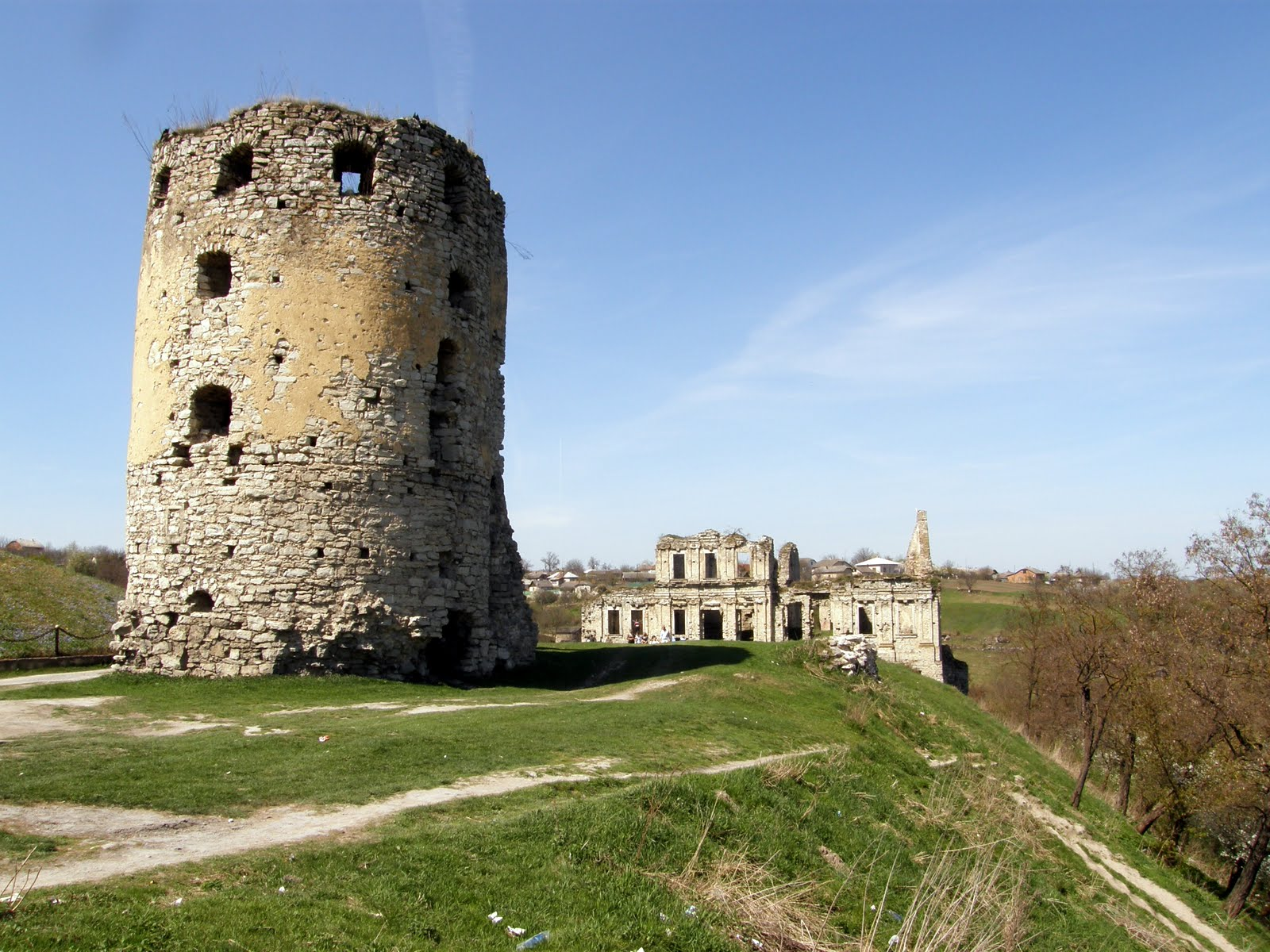
Вежа та рештки палацу 2009

Давня назва замку і поселення при ньому — Скала над Збручем. Перший дерев'яний замок, на думку багатьох дослідників, збудований на місці давньоруського городища і зруйнований у часи монголо-татарського нашестя. В 1370-их роках тогочасні власники Поділля, литовські князі Коріятовичі, звели кам'яний замок. 1394 року його здобув литовський князь Вітовт (Вітольд).
Від 1443 року Скала — адміністративний центр староства, королівський населений пункт із замком як оборонно-житловим осередком, за історичними джерелами в поданні Михайла Грушевського — потужна фортеця.
Від 1515 року замок — власність кам'янецького старости Станіслава Лянцкоронського (згодом — сандомирського воєводи), який його перебудував й укріпив.
На початку XVI століття внаслідок майже щорічних татарських навал (1502, 1503, 1507, 1511, 1513 рр.) замок у Скалі вкрай занепав. У 1515 році польський король Сигізмунд I Старий передав його у підпорядкування кам'янецькому старості Станіславу Лянцкоронському. Воєначальник посилив його гарнізон та арсенал гарматного озброєння. В 1516 році під час наймасовішої з початку XVI ст. татарської навали місто і замок були спалені дощенту. Замок відбудовували, але татари ще кілька разів плюндрували твердиню, а напад волохів у 1538 році остаточно її понищив.
Якісно нова перебудова в Скалі розпочалася в середині XVI ст. і здійснювалася за модерною новоголандською системою замку бастіонного типу з потужним артилерійським озброєнням. Замок був захищений скелями та річкою з трьох боків і лише з півдня був доступним. З цього боку викопали глибокий рів, запустили в нього води Збруча, звели кам'яні мури, В'їзну башту з підйомним мостом та монолітну Порохову башту.
У 1620 році Скалі довелось витримати облогу турецької армії, яка розгромила перед тим польське військо на Цецорі. І хоча фортеця була сильно пошкоджена попередньою облогою волохів, захопити її туркам не вдалося. А от в 1648 році козацькі війська Богдана Хмельницького таки здобули твердиню і вигнали звідти польський гарнізон. Значних руйнувань замок зазнав у 1657 році, коли ним володів трансільванський князь Д'єрдь II Ракоці. А після захоплення 1672 року турками Поділля замок у Скалі остаточно занепав і вже не відбудовувався.
У першій половині XVIII ст. скальський староста Адам Тарло (правнук Костянтина Христофора Вишневецького) сприяв відбудові на рештках попередньої будівлі палацу у бароковому стилі, оздобленого білокам'яним декором. Через кілька років після завершення будівництва палац спалила блискавка. У літописі за 1765 рік є згадка, що «…через кілька років після закінчення реставрації палац спалено вогнем блискавки і тепер він стоїть пустий, а особливо знищено бічні прибудови».
Від кінця XVIII ст. до 1939 року замок — власність родини Ґолуховських, які сприяли будівництву в місті окремого палацу і заклали навколо Скала-Подільський парк. У 1930-ті рр. влада забезпечувала збереження руїн замку, виконала його фотографії, були проведені архітектонічні обміри. У наступні роки замок розбирали на будівельні матеріали.
Житель Скали-Подільської Олесь Степовий 1930 року писав, що з порохової вежі були, за переказами, підземні ходи на всі боки. Крім того, польський письменник Юзеф Ігнацій Крашевський у повісті «Болєщице» згадував про місцевий замок у подіях XII ст.
До нашого часу збереглися: чотириярусна порохова вежа, частина оборонних мурів, руїни вежі над Збручем та рештки палацу з залишками кам'яного орнаменту.

## Світлини

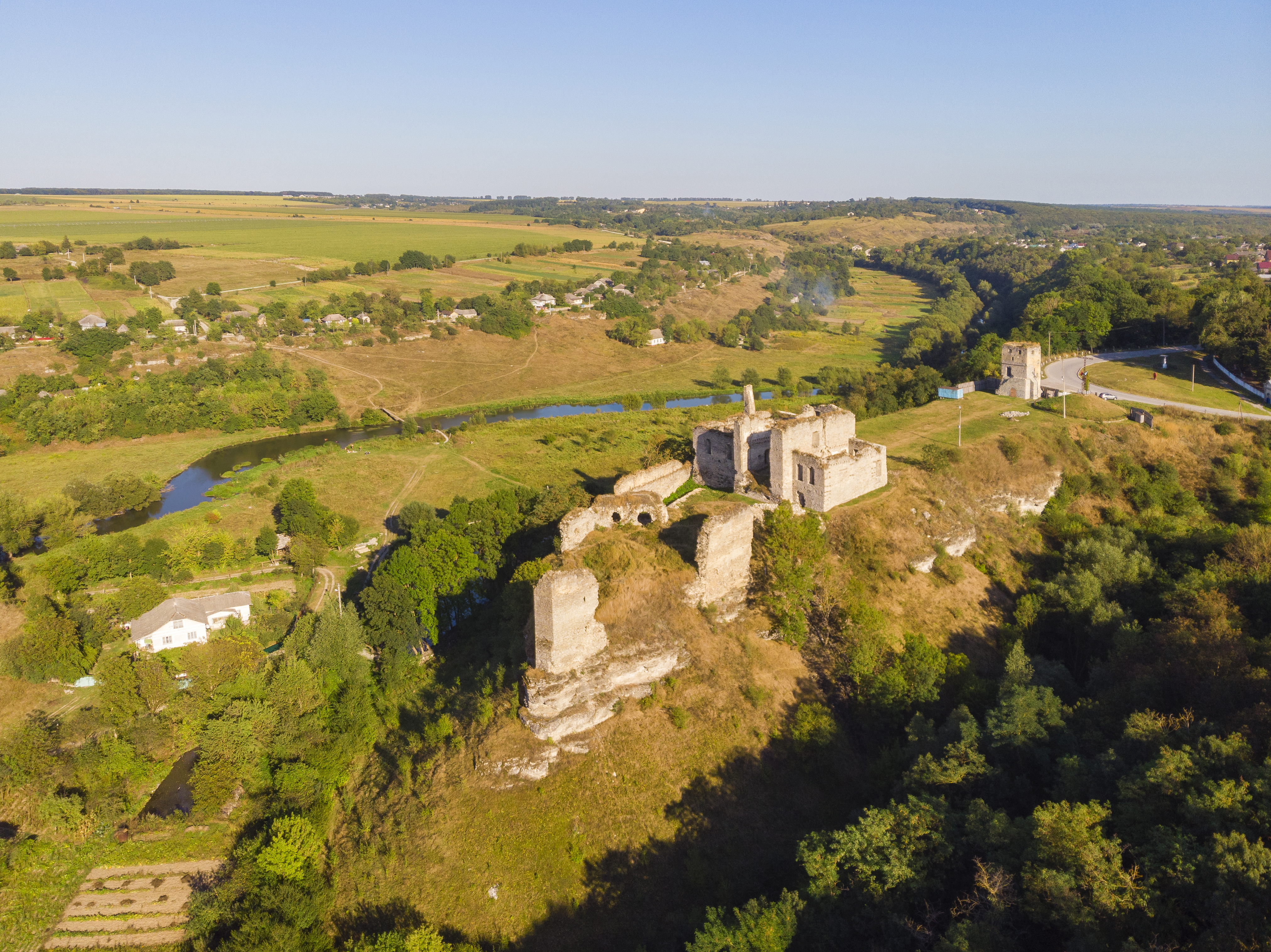
Вид на замок з повітря
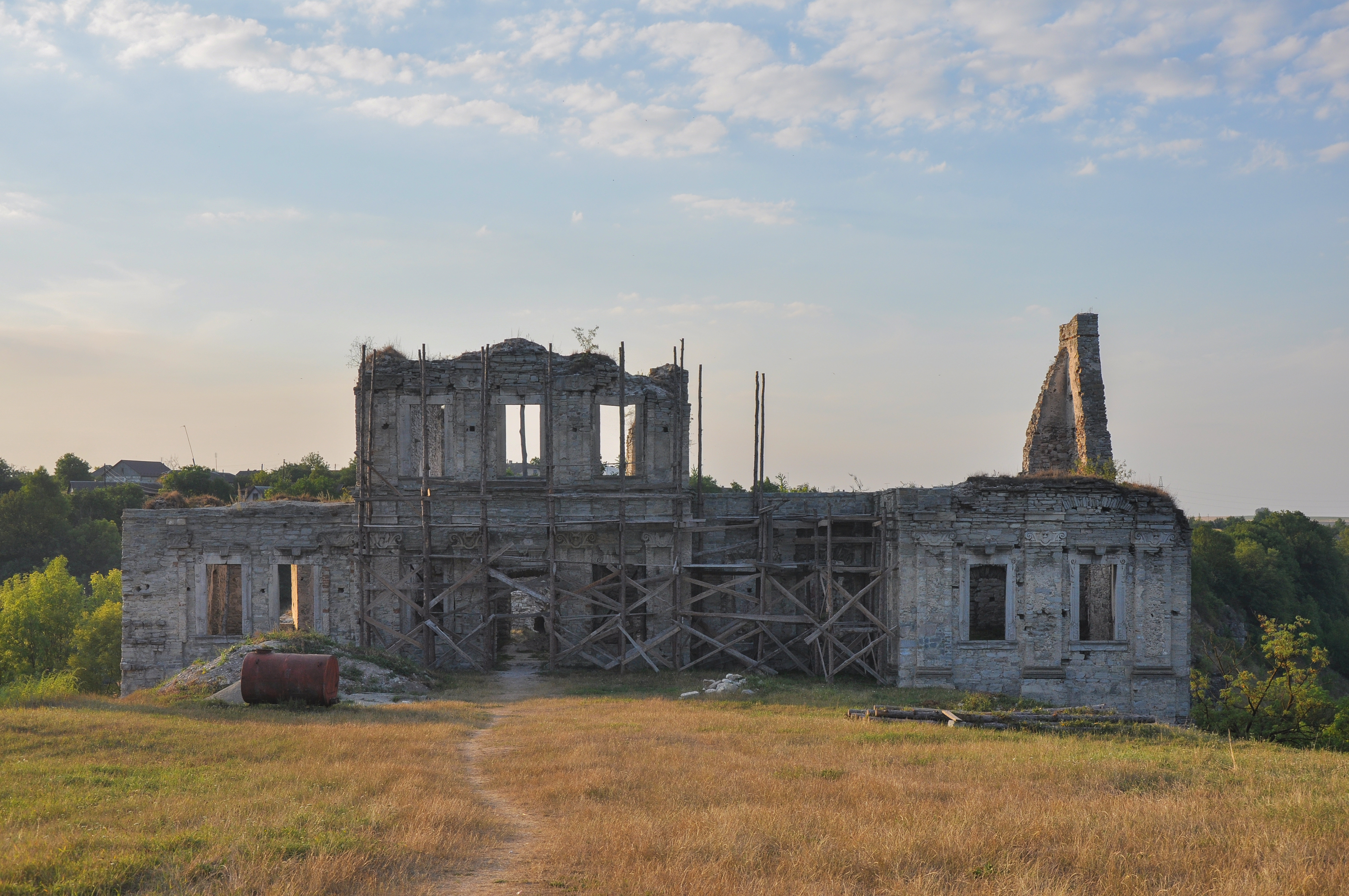
Руїни палацу (2015 р.)
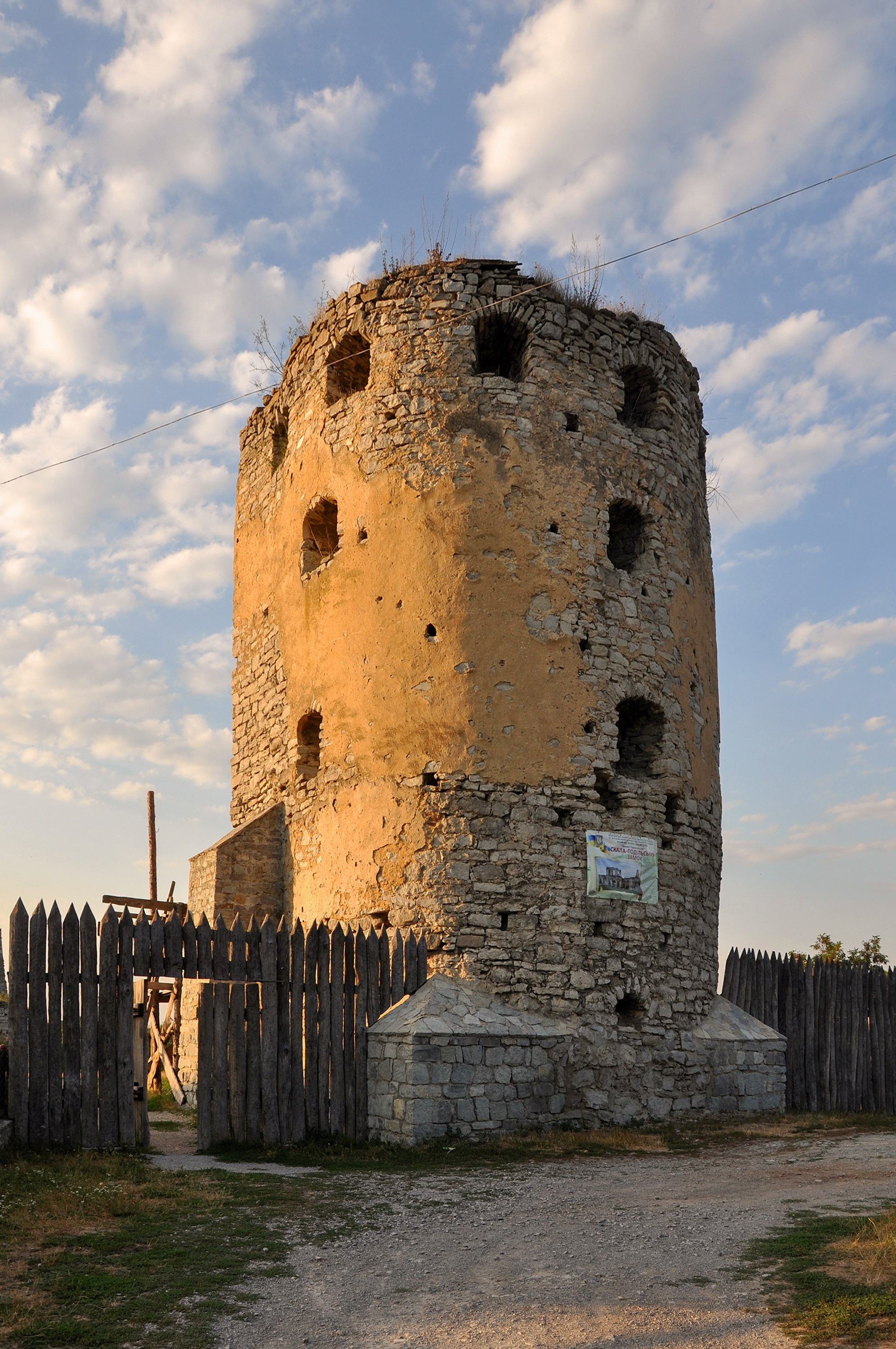
Порохова башта
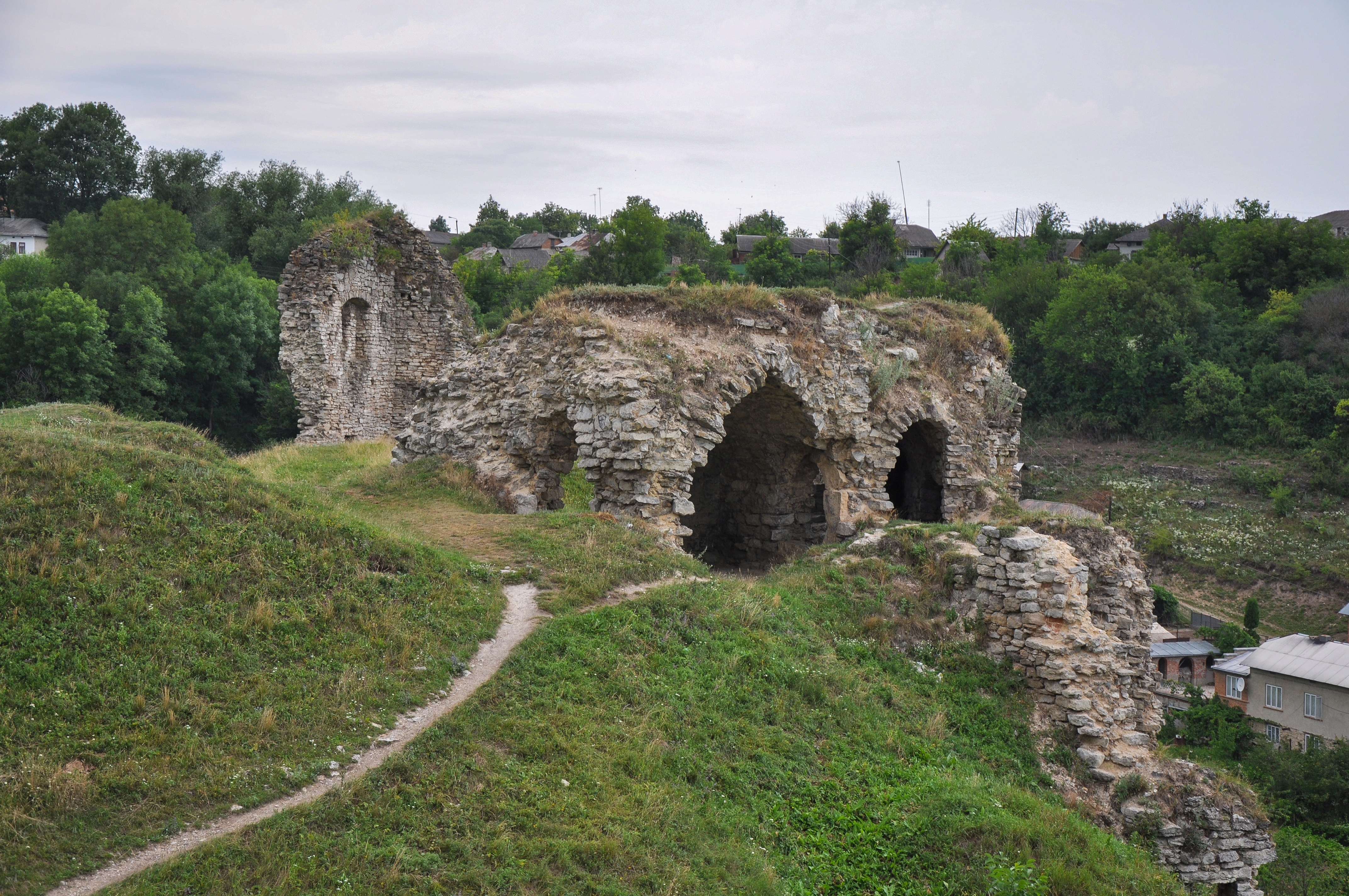
Замкові руїни